# Elvis Is Back!
Elvis Is Back! är ett studioalbum av den amerikanske sångaren och musikern Elvis Presley. Det är hans tionde album och det utgavs av RCA Victor i både mono och stereo (LPM/LSP 2231) den 8 april 1960. Det var Elvis första album efter hans tvååriga militärtjänstgöring, vilket förklarar titeln Elvis är tillbaka.
De tolv låtarna på albumet spelades in i RCA:s studio B i Nashville, Tennessee, under två inspelningssessioner i mars och april 1960, som sammanlagt resulterade i 18 inspelningar. Inga singlar hämtades från själva albumet; i stället utgjordes de tre första singlarna efter Elvis hemkomst av de sex låtar som inte togs med på albumet, med A-sidorna "Stuck on You", "It's Now or Never" och "Are You Lonesome Tonight?".
Vid utgivningen fick albumet ett blandat mottagande. Vissa kritiker lovordade det, medan andra var kritiska till den stilmässiga blandningen, som omfattade pop, rock'n'roll och blues eller rhythm and blues. I senare recensioner har albumet däremot i hög grad hyllats som ett av Elvis Presleys främsta, och dess genreöverskridande innehåll har då i stället lyfts fram som en styrka.
I USA nådde Elvis Is Back! andraplatsen på såväl Cashbox som Billboards albumlista. I Storbritannien toppade det albumlistan. Den initiala försäljningen på närmare 300 000 exemplar var en besvikelse för RCA, särskilt sedd i jämförelse med soundtrackalbumet G.I. Blues, som släpptes kort därefter och sålde mer än dubbelt så mycket. Elvis Is Back! certifierades dock senare guld av Recording Industry Association of America (RIAA) för en försäljning av över en halv miljon exemplar i USA.

## Bakgrund

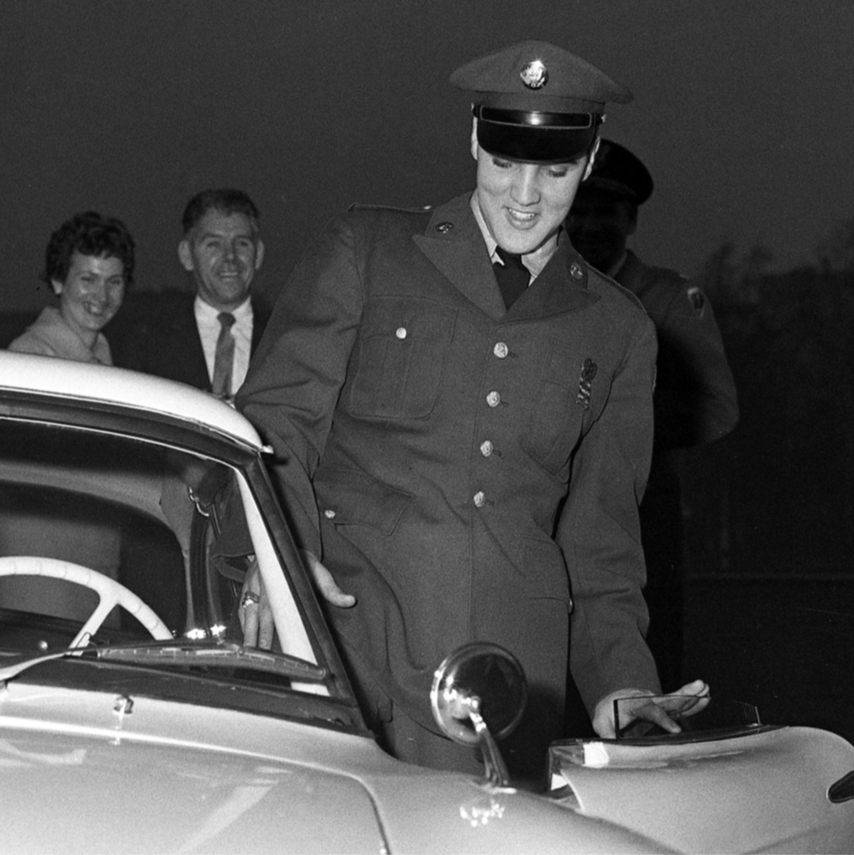
Elvis Presley i Tyskland under sin tjänstgöring där. Här ses han kliva in i den vita BMW 507 som han köpte där.

Under två år, från mars 1958 till mars 1960, gjorde Elvis Presley sin militärtjänst i den amerikanska armén, varav de sista ett och ett halvt åren i dåvarande Västtyskland. Inför hemförlovningen och återvändandet till USA hade hans manager, Tom Parker, förhandlat och planerat för den kommande tiden. Elvis skivbolag, RCA Victor, var angeläget om att snabbt få ut nya skivor på marknaden. Elvis anlände till USA den 3 mars 1960 och skrevs ut från det militära två dagar senare.

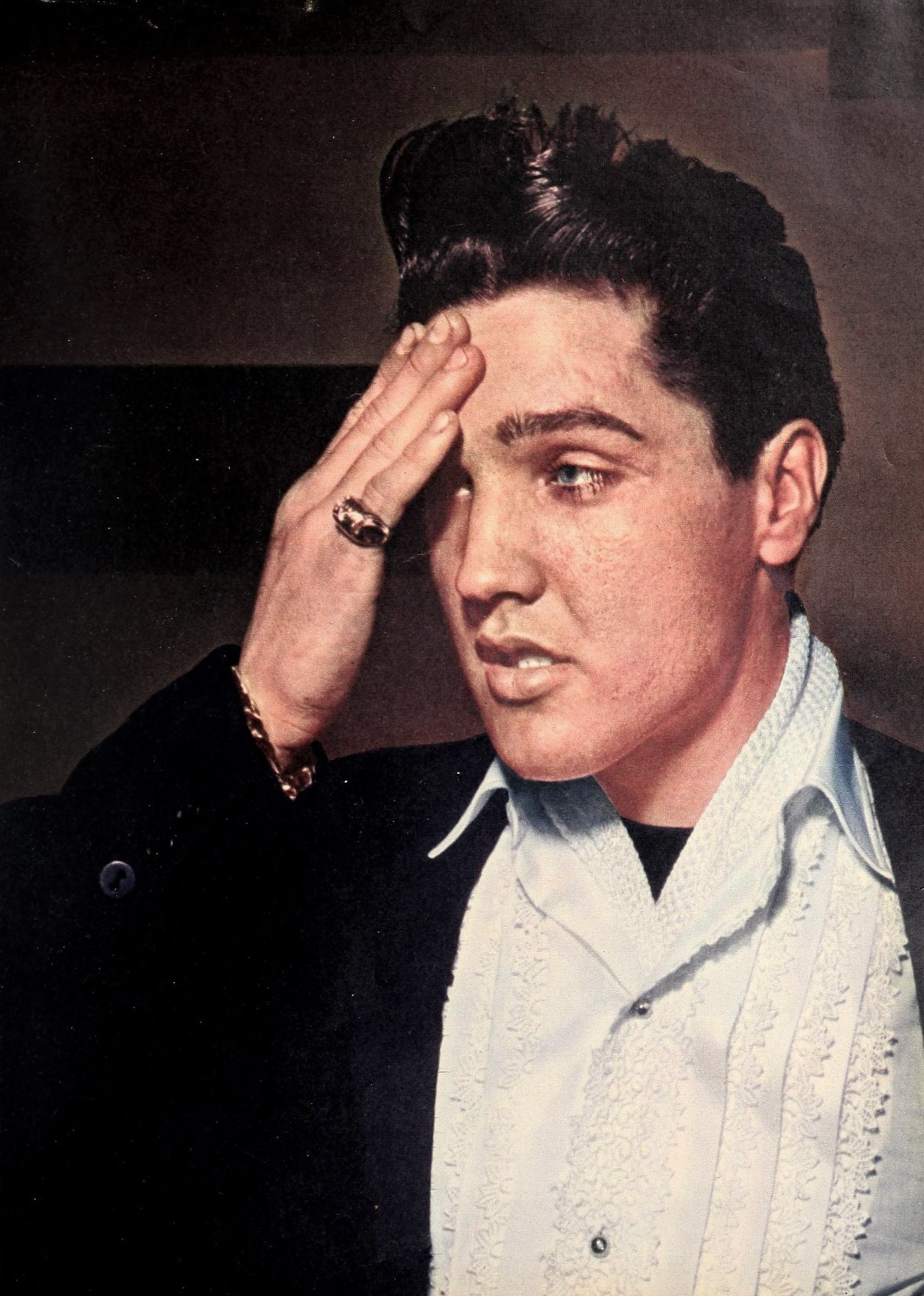
Elvis Presley, mellan de båda inspelningstillfällena, på sitt hotellrum i Miami den 22 mars 1960 inför sitt kommande framträdande på Frank Sinatras Timex Show.

Två veckor senare, på kvällen den 20 mars, klev han in i RCA:s studio B i Nashville för sin första studioinspelning på 21 månader. Fokus låg på att spela in en ny singel, som blev "Stuck on You" med "Fame and Fortune" som B-sida. Singeln var klar för leverans redan två dagar senare och toppade snart singellistan i USA. Vid samma tillfälle spelades ytterligare fyra låtar in. Därefter reste Elvis till Miami i Florida för att den 26 mars medverka i The Frank Sinatra Timex Show och där framföra de båda sidorna från den nya singeln.
Den 3 april, två veckor efter den första sessionen, återvände Elvis till studion i Nashville för att spela in material som inte hanns med vid det första tillfället. Syftet var i första hand att färdigställa det studioalbum som påbörjats, men också att spela in fler låtar till kommande singlar. Under de tolv timmar som sessionen pågick färdigställdes tolv låtar. Tillsammans med tre av låtarna från den föregående sessionen togs nio med på det album som fick titeln Elvis Is Back! ("Elvis är tillbaka") och gavs ut bara några dagar senare. Tre av de övriga låtarna kom att ges ut på singel tillsammans med en fjärde från den tidigare inspelningen. De tre singlarna från sessionerna utgjordes av tidigare nämnda "Stuck on You" och "Fame and Fortune" (23 mars 1960), och därutöver "It's Now or Never" och "A Mess of Blues" (5 juli 1960) samt "Are You Lonesome Tonight?" och "I Gotta Know" (1 November 1960). Den 18 april påbörjade Elvis resan till Kalifornien för inspelningen av Paramount-filmen G.I. Blues.

## Inspelningarna, musikerna och albumet

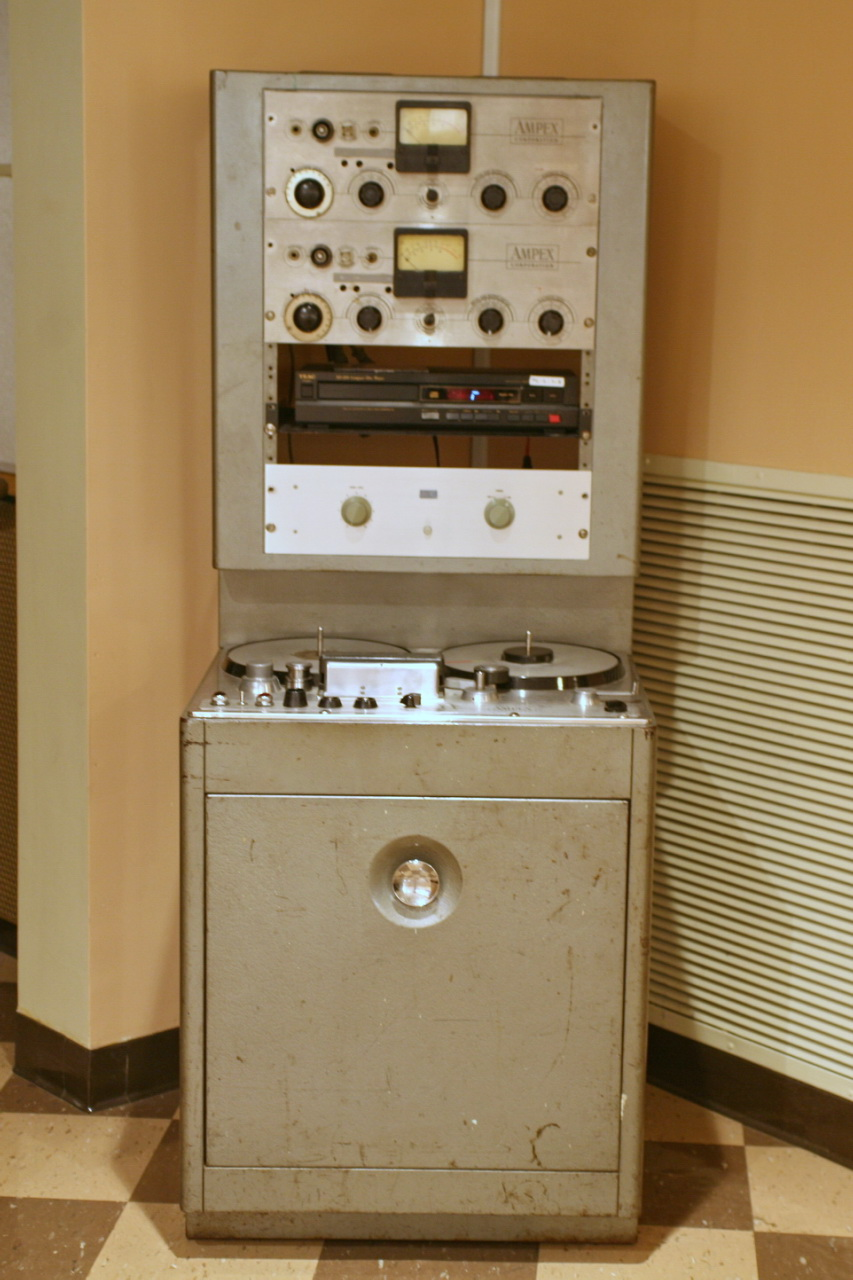
Ampex 300 i RCA:s studio B i Nashville – det trekanalsinspelningssystem som studion hade uppgraderats med när Elvis Presley återvände dit för sin första inspelning efter hemkomsten (här med en kanal bortplockad).

Elvis Presley hade uppskattat det fylliga ljudet på den senaste inspelningssessionen i juni 1958. Då hade han arbetat med studiomusikerna i "The Nashville A-Team", Hank Garland och Chet Atkins på gitarr, Bob Moore på bas, Buddy Harman på trummor och Floyd Cramer på piano. Han hade därför begärt att få dem även den här gången och alla utom Chet Atkins deltog. Han var den här gången producent tillsammans med Steve Sholes (även om Elvis i praktiken skötte den saken). Som vanligt stod The Jordanaires för bakgrundssången. Till andra sessionen anslöt saxofonisten Boots Randolph. Bill Porter var ny ljudtekniker på RCA och kom att arbeta med många av Elvis inspelningar.
Från hans gamla grupp deltog Scotty Moore på gitarr och D.J. Fontana på trummor, medan basisten Bill Black hade inlett en framgångsrik solokarriär och skulle aldrig mer spela med Elvis. Scotty Moore och Bill Black hade spelat en avgörande roll för Elvis under hans tidiga år, men med de nya musikerna och deras större mångsidighet uppnåddes en större professionalism.
Albumet har ofta beskrivits som ett av Elvis Presleys bästa. Inspelningarna i mars och april utmärker sig genom att de genomgående håller en hög nivå. Det har beskrivits som det första av hans album utan svaga punkter. Inget av de nio tidigare albumen hade varit utan musikaliska kompromisser. Fyra hade varit samlingsalbum (For LP Fans Only, A Date With Elvis och de två Elvis Gold/Golden Records-albumen, Volume 1 och Volume 2), och två soundtrackalbum – Loving You och King Creole – vilkas låturval styrdes av filmkravet att de skulle passa in i handlingen. Elvis' Christmas Album bestod av jullåtar uppblandat med gospellåtar, och på de två första albumen hade Elvis Presley fyllts ut med överblivna inspelningar från Sun Records-tiden, medan Elvis hade utökats med tre Little Richard-coverlåtar i brist på annat material att spela in.
Elvis Is Back! var ett mycket varierat album som omfattade alla de genrer som hade påverkat Elvis musik och som bestod av rock, gospelinfluerad stämsång, ungdomsorienterad pop och blues. En del av dess kvalitet kan tillskrivas de mycket skickliga musikerna. Men flera andra faktorer spelade in, som låtmaterialets kvalitet. Elvis långa bortovaro hade skapat tid för låtskrivarna på musikförlaget Hill & Range att producera bra låtar och tid för Elvis att utforska, öva på och välja bland tidigare utgivna låtar. Elvis hade dessutom under sin tid i Tyskland, med bistånd av sin nyfunne vän Charlie Hodge, arbetat med att utöka sitt röstomfång. Han hade experimenterat med nya klanger och uttryck och hans röst hade mognat, blivit djupare, mer mångsidig och flexibel.
Sedan Elvis senast spelade in i RCA:s studio B hade studion uppgraderats till ett trekanalssystem. Detta gav inte bara möjlighet att spela in i stereo utan också att bättre kunna mixa materialet. Det medförde att ljudkvaliteten påtagligt förbättrades och att lyssnarna nu för första gången fick höra honom i stereo, och bidrog till intrycket av ett mer moget och nyanserat framförande.

## Komposition, stil och texter

### RCA Studio B, 20–21 mars 1960
"Make Me Know It" var den första låten som spelades in vid den inledande sessionen den 20 mars, med början omkring klockan åtta på kvällen. Även om det viktigaste var att spela in den nya singeln, "Stuck on You", valde Elvis i stället att inleda med Otis Blackwells nya låt. Det kan ha berott på hans förtroende för Blackwells låtskrivartalang, där denne tidigare hade levererat låtar som "Don't Be Cruel", "All Shook Up" och "Paralyzed" till Elvis, samt att det var ett tryggt musikaliskt låtval för Elvis att inleda med efter sin långa bortovaro. Elvis och bandet tog sig an den snabba låten med energi, och vid den nittonde och sista tagningen hade man en felfri master, med en klar ljudbild, livfullt och omedelbart fångad i stereo av det nya trekanalssystemet.

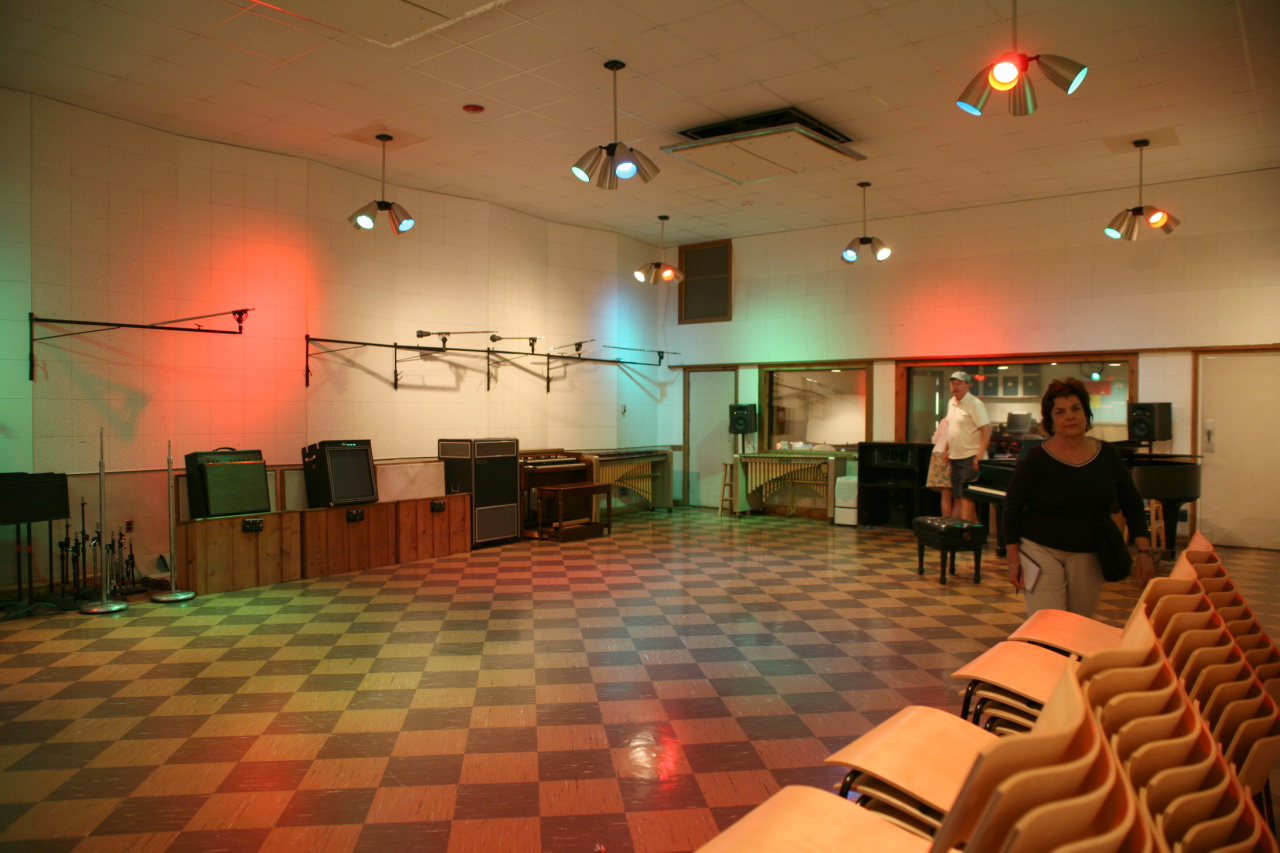
RCA:s studio B i Nashville, Tennessee, där inspelningarna skedde och som vid tiden hade installerat ett trekanalssystem som möjliggjorde stereoinspelning.

"Make Me Know It" var en stabil och svängig rocklåt i medeltempo med en medryckande refräng. Låten präglas av spelglädje och en uppsluppen stämning, där Elvis låter upprymd över att på nytt få spela in i studio. I jämförelse med inspelningarna från 1958 hade hans röst mognat och blivit både starkare, mjukare och mer mångsidig. Soundet var inte lika hårt och intensivt som tidigare, utan mjukare och mer i linje med hur populärmusiken hade utvecklats under Elvis frånvaro. Låten ansågs dock inte vara tillräckligt stark för att ges ut på singel.

"Soldier Boy", skriven av David Jones under hans tjänstgöring i Korea 1951 och även tillskriven Theodore Williams Jr – hans bandmedlem i The Four Fellows – spelades in av gruppen och blev en mindre hit 1955. Detta var en låt som Elvis hade övat på under sin militärtjänstgöringstid i Tyskland, och diskuterat med Freddy Bienstock på musikförlaget Hill & Range om att eventuellt spela in vid återkomsten till USA. "Soldier Boy" var ett naturligt tematiskt val som anknöt såväl till Elvis nyligen avslutade militärtjänst som till hans kommande film, G.I. Blues.
Elvis arrangemang låg nära The Four Fellows originalversion. Det krävdes 15 tagningar för att slutföra denna ballad i doo wop-stil, som påminner om "Doin' the Best I Can", som han bara några veckor senare skulle spela in till filmen G.I. Blues. Låtens romantiska dilemma förmedlade en mjukare stämning. Låten visade också på Elvis utveckling som sångare genom det djup och den känsla han hade tillfört sin sångstil och den lätthet med vilken han hanterade tonartsbytet i refrängen – där sången först är närmast sammetslen, och sedan mer avslappnat kraftfull i upprepningen.
Efter en paus vid midnatt återvände man till studion för att spela in "Stuck on You" och "Fame and Fortune", vilka tillsammans utgjorde den nya brådskande första singeln efter militärtjänstgöringen och som fanns ute i butikerna redan mindre än en vecka senare. Därefter följde inspelningen av den bluesinfluerade "A Mess of Blues", som kom att bli B-sida till "It's Now or Never", hans andra singel efter hemkomsten.

"It Feels So Right": Sessionen avslutades med ytterligare ett bluesfärgat nummer i form av Fred Wises och Ben Weismans nyskrivna "It Feels So Right". Det långsamma, sensuella framförandet påminde om intensiteten i "One Night", men inte med riktigt samma råhet. Det var en låt i en stil som Elvis kände sig hemma med. Den distinkta gitarren och den drivande trumrytmen förstärkte låtens bluesiga känsla. Bandet interagerade väl med Elvis, som behållit den röstmässiga skärpan från 1950-talet och framförde låten med auktoritet. Trots att texten i sig är oskyldig präglas tolkningen av tydliga sexuella antydningar.

### RCA Studio B, 3–4 april 1960
Den 3 april 1960 återvände Elvis och bandet till studion för att slutföra inspelningarna till albumet, vars deadline var den 5 april, och med en förhoppning om att också hinna spela in en eller två singlar. Det visade sig bli Elvis Presleys mest produktiva session dittills, med tolv färdiga masterinspelningar under ett och samma tolvtimmarspass, däribland flera hitsinglar.

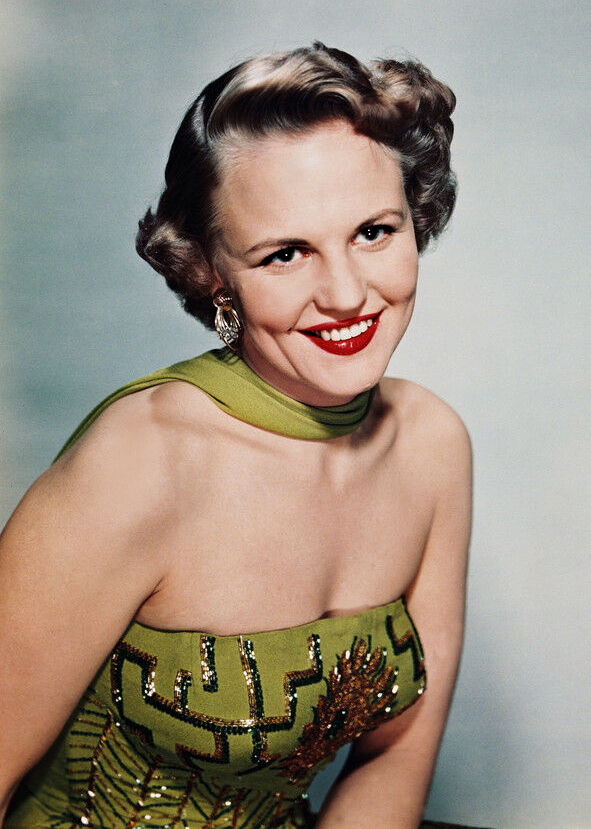
Peggy Lee, som arrangerade om "Fever" och fick en hit med låten 1958.

"Fever", skriven av Eddie Cooley och Otis Blackwell (under pseudonymen John Davenport), var den första låt man tog sig an. Den hade släppts och blivit en mindre hit med R&B-artisten Little Willie John 1956. Men det var Peggy Lees version från 1958 som blev det stora hitten och hennes signaturlåt. Elvis version bär visserligen spår av Little Willie Johns original, men det var främst Peggy Lees arrangemang han följde. I förhållande till Lees version gjorde han några subtila förändringar, genom att förkorta inledningen, avlägsna ett instrumentalt avsnitt och sänka tempot något. Det enda instrumentala ackompanjemanget utgjordes av Bob Moores ståbas och Buddy Harmans congas, med tillägg av fingerknäppningar.
Peggy Lee hade gjort flera ändringar och tillägg till originaltexten, bland annat lagt till nya verser och förändrat ordalydelsen i andra. Elvis följde hennes text men ändrade hennes "chicks", "tjejer föddes för att väcka din hetta", till "cats", "killar föddes för att väcka tjejers hetta". Elvis sång är självsäker och återhållen, med kontroll över såväl frasering som tonkvalitet. Den är också sensuell och sexigt sofistikerad på ett sätt som inte tidigare hade hörts i hans musik. Från och med 1972 kom Elvis att införliva "Fever" i sin liverepertoar och han framförde den bland annat i den satellitsända livekonserten Aloha from Hawaii i januari 1973.

"Like a Baby" var en blueslåt skriven av Jesse Stone, som också låg bakom "Money Honey" och "Shake, Rattle and Roll". När behovet av en första singel nu var undanröjt behövde Elvis inte längre rikta samma uppmärksamhet mot nyskrivet material, utan valde i stället i större utsträckning ur sin egen skivsamling. "Like a Baby" hade redan spelats in av bland andra Vikki Nelson och Toni Arden. Elvis lånade från båda, men mest från Nelsons råare version.
Ändå formade han låten till ett ännu mer avskalat, rått blues- eller R&B-arrangemang. Han gjorde en stark insats både som sångare och musiker, där han lät sitt akustiska gitarrspel spegla Hank Garlands elgitarrfigurer. Boots Randolphs saxofon bidrog till att fylla ut ljudbilden och tillförde ytterligare djup åt låten. Det krävdes sex tagningar innan man hade en master. När James Brown senare gjorde en cover på låten var Elvis inspelning en inspiration till hans version.

"The Girl of My Best Friend": Efter att han spelat in "It's Now or Never", som blev A-sida på nästa singel, tog Elvis sig an "The Girl of My Best Friend", skriven av Beverly Ross och Sam Bobrick. Bobrick skrev nästan hela texten och Ross skrev musiken. Charlie Blackwells originalinspelning från 1959 hade en tydlig R&B-känsla. Elvis ändrade dock arrangemanget och förvandlade den till en tonårspoplåt. Den framfördes i ett medelsnabbt tempo där han samspelade med The Jordanaires och deras doo-wop-bakgrundssång. Melodin var kommersiellt gångbar, skräddarsydd för radio, medan texten var genomtänkt och välstrukturerad. Elvis tolkade "The Girl of My Best Friend" med övertygelse, även om låtens romantiska dilemma egentligen passade bättre för en tonåring än för en man i 25-årsåldern.
Låten släpptes aldrig på singel i USA, vilket lämnade fältet öppet för Ral Donner att spela in en cover på Elvis version och med den nå 19:e plats på Billboard Hot 100. Däremot gavs den ut på singel i Europa tillsammans med "A Mess of Blues", i stället för "It's Now or Never", som av upphovsrättsskäl fick anstå där. A-sidan, "A Mess of Blues", nådde plats 2 på UK Singles Chart i Storbritannien, och när singeln återutgavs 1976 blev det "The Girl of My Best Friend" som hamnade på A-sidan och nådde 9:e plats.

"Dirty, Dirty Feeling" var en låt skriven av Jerry Leiber och Mike Stoller. Den hade ursprungligen skickats in för att ingå i filmen King Creole, men refuserats och därför inte spelats in. På grund av affärstvister med Elvis manager Tom Parker, kom de båda – med undantag för "She's Not You" – inte längre att skriva något nytt material direkt för Elvis.
"Dirty, Dirty Feeling" var en rock'n'roll-låt, en genre som Elvis kände sig hemma i, och han spelade in den på fyra tagningar. Låten saknar stick och består egentligen bara av verser efter varandra. Den blev också mer av ett utfyllnadsspår på albumet. Det är dock en pigg och fartfylld låt som lyfts av Boots Randolphs saxofonspel, Hank Garlands kraftfulla och distinkta gitarrsolo samt The Jordanaires bakgrundssång, som smälter fint samman med Elvis egen.

"Thrill of Your Love" skrevs av Elvis vän från tiden på Sun Records, Stan Kesler, som också hade skrivit "I'm Left, You're Right, She's Gone", "I Forgot to Remember to Forget" och "Playing for Keeps". Formellt sett var detta ingen gospellåt, utan snarare en gospelinspirerad ballad där Elvis, möjligen för första gången i studio, lyckades införa gospelelement i en sekulär låt. Elvis högtidliga och känslomässiga sångfrasering var en föregångare till den gospelstil han senare under året skulle utveckla i sitt första gospelalbum, His Hand in Mine. Texten innehåller filosofiska och romantiska undertoner, men även om det är en traditionell kärlekssång kan den tolkas som en gospellåt. Den lätt bluesiga, gospellika känslan förstärktes också av Floyd Cramers omväxlande känsliga och distinkta pianospel. Elvis sånginsats var mogen och passionerad och svarade mot låtens substans. Den spelades in på endast tre tagningar.
Efter att ha spelat in poplåten "I Gotta Know", som sparades och senare gavs ut som B-sida till Elvis tredje singel efter återkomsten – tillsammans med "Are You Lonesome Tonight" – var klockan nästan fyra på morgonen. Det fanns inga nyskrivna låtar kvar som Elvis ansåg vara tillräckligt bra för inspelning. Eftersom albumet behövde vara klart redan till nästa dag – då det var planerat att ges ut – och eftersom Elvis snart skulle börja spela in filmen G.I. Blues, sökte man efter lämpliga låtar för att kunna färdigställa albumet.
| Vänster: Clyde McPhatter från The Drifters, som 1954 hade en R&B-hit med "Such a Night". Höger: Johnnie Ray, som också hade en hit med "Such a Night".. |  | Vänster: Clyde McPhatter från The Drifters, som 1954 hade en R&B-hit med "Such a Night". Höger: Johnnie Ray, som också hade en hit med "Such a Night".. |
| Vänster: Clyde McPhatter från The Drifters, som 1954 hade en R&B-hit med "Such a Night". Höger: Johnnie Ray, som också hade en hit med "Such a Night".. |  | |

"Such a Night", skriven av Lincoln Chase, hade varit en R&B-hit 1954 för Clyde McPhatter och The Drifters. Den spelades senare in av Johnnie Ray i en version som bannlystes på vissa radiostationer på grund av vad som ansågs vara suggestiva sexuella anspelningar. "Such a Night" var ännu en låt som Elvis hade övat på under sin tjänstgöringstid i Tyskland. Det var en lättsam poplåt med en glad melodi. Inspelningen är fylld av energi och stil, och Boots Randolph håller tempot uppe med sitt saxofonspel. Alla verkade dessutom ha roligt under inspelningen.
Texten innehåller inget uppenbart oanständigt, men eftersom den antydde sexuell åtrå ansågs den ändå kontroversiell. Johnnie Rays tidigare framförande av låten lämnade heller inte mycket tvivel om hur ”den oförglömliga natten” slutade. Elvis förstärkte möjligen det sexuella inslaget ytterligare med stön, grymtningar och suckar i låtens slutskede, medan antingen D.J. Fontana eller Buddy Harman effektfullt trummade takten. Samtidigt framförde Elvis låten i en lekfull ton, vilket troligen gjorde att han kom undan med den – hans version uppfattades snarare som retfull än provocerande. I likhet med hur han gjorde på "Fever" och "Like A Baby", balanserade han mellan suggestiva antydningar och distanserad charm och humor.
"Such a Night" verkade vara ytterligare en kandidat till en hitlåt, men den släpptes inte som singel i samband med albumets utgivning. Den släpptes istället fyra år senare, vid en tid då det var ont om kvalitetsmaterial och blev då en förhållandevis stor hit, med en 16:e-plats på Hot 100 i USA och en 13:e-plats i Storbritannien. Hade den släppts redan 1960 hade den sannolikt haft större hit-potential, då dess stil låg närmare den tidens musiksmak än det förändrade poplandskap som rådde 1964.
Nästa låt som spelades in var "Are You Lonesome Tonight?", vilken omedelbart blev en singelkandidat och som i november 1960 släpptes som A-sida på Elvis tredje singel efter hemkomsten.

"Girl Next Door Went A' Walking", skriven av Bill Rice och Thomas Wayne, hade nyligen släppts på singel av Wayne. Den främsta orsaken till att Elvis spelade in låten var att han hade lovat att göra det som en tjänst till Scotty Moore, som ägde en del av låtens förlagsrättigheter genom sitt skivbolag Fernwood Records. Det var en lättsam pop- eller poprocklåt med en originell rytm, även om den inte anses vara någon särskilt framstående komposition. Den spelades in på fyra tagningar.

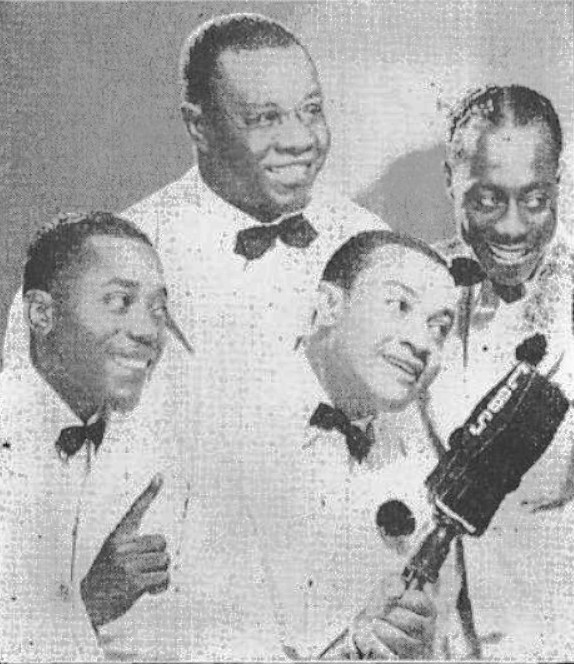
The Golden Gate Quartet, som först släppte "I Will Be Home Again" 1945.

"I Will Be Home Again", skriven av Bennie Benjamin, Raymond Leveen och Lou Singer, hade utkommit med Golden Gate Quartet 1945. Det var också en låt som Elvis hade övat på under sin vistelse i Tyskland. Han introducerades till sången av Charlie Hodge, en professionell musiker och tenorsångare som han lärt känna under sin tid i det militära och som blev en nära vän och följeslagare under resten av hans liv.
På inspelningen sjunger Hodge stämsång med Elvis, och framförandet är nära nog en duett. Efter att ha övat tillsammans på sången i Tyskland var deras röster perfekt samstämda, och Hodge gör en stabil insats. Arrangemanget på denna finstämda ballad ligger nära originalet och den är närmast att betrakta som en ren poplåt.

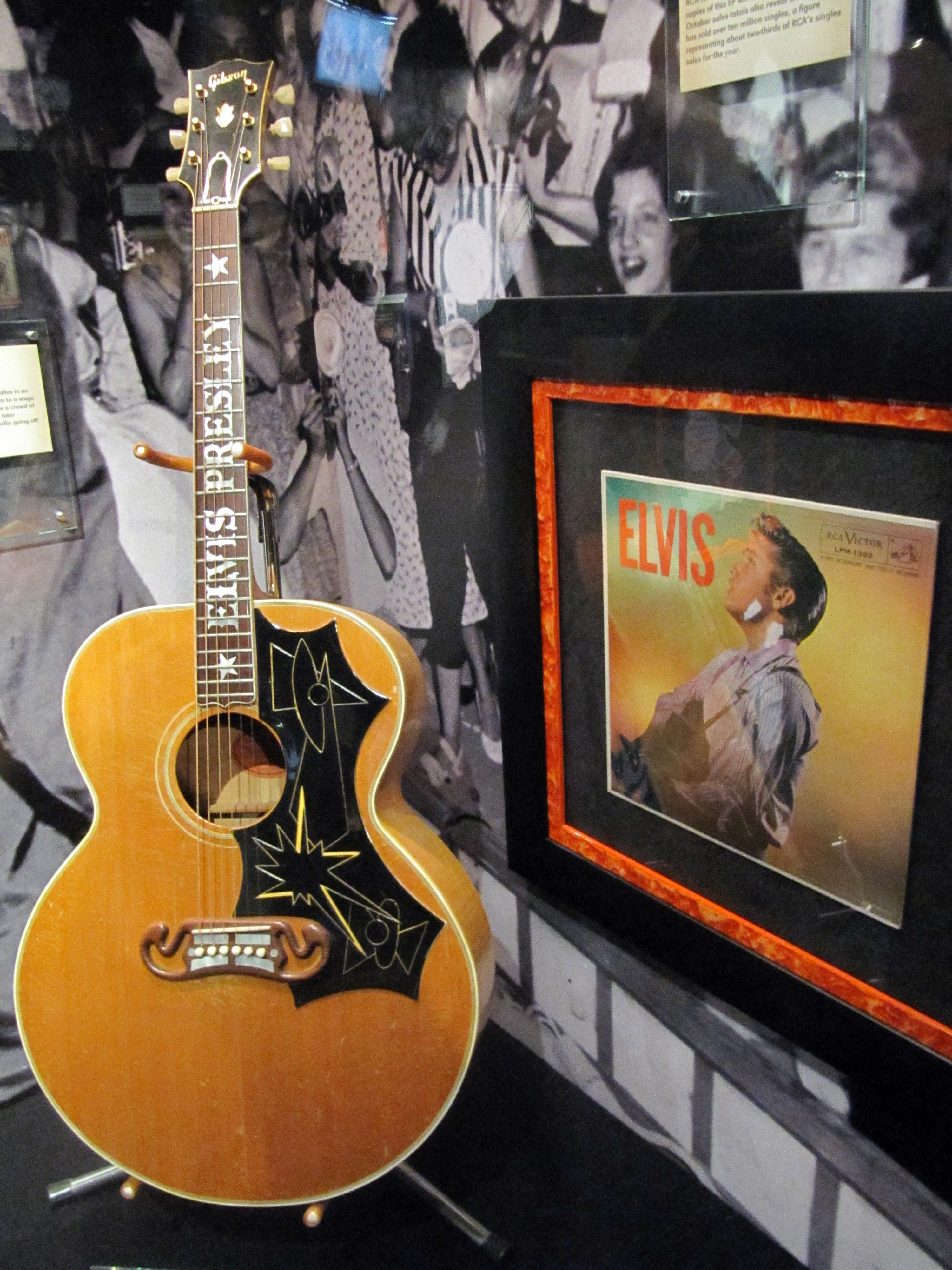
Elvis Presleys Gibson J-200, med vilken han ledde bandet under inspelningen av "Reconsider Baby".

"Reconsider Baby", skriven och först inspelad av Lowell Fulson 1954, blev snart en klassiker inom bluesen. Vid sjutiden på morgonen, bara några timmar innan musikerna skulle inleda sina nya schemalagda inspelningar, tog Elvis sig an låten i vad som närmast kan beskrivas som ett spontant, improviserat jam och som till synes spelades in i en enda tagning. Han kände till Fulsons blues redan när den släpptes, hade den i sin skivsamling, och räknade den till sina favoritlåtar. Han hade också sjungit den i det så kallade Million Dollar Quartet-jammet tillsammans med Carl Perkins, Jerry Lee Lewis och Johnny Cash under ett besök i Sun Studio den 4 december 1956.
"Reconsider Baby" hör till de mest renodlade bluesnummer Elvis någonsin spelade in. Med tiden har den kommit att betraktas som en av hans bästa inspelningar. Hans framförande var spontant och oförutsägbart, och till sin hjälp hade han studiomusiker av högsta klass, som släppte loss och gav honom ett följsamt och kraftfullt ackompanjemang. Särskilt saxofonisten Homer "Boots" Randolphs insats har uppmärksammats – hans solo var det första saxofonsolot någonsin på en Elvis Presley-inspelning, och det har gått rakt in i rock'n'roll-historien. Elvis tog själv ledningen på sin akustiska gitarr, en Gibson J-200, och bandet föll in. Han hörs uppmana Boots Randolph att inleda sitt solo och fortsätter därefter att heja på honom med utrop och uppmuntrande tillrop att spela vidare – längre och vildare.
Med inspelningen av "Reconsider Baby" avslutade Elvis sessionen, och låten fick också avsluta det album som RCA omedelbart lät färdigställa och ge ut.

## Utgivning och marknadsföring

### Albumets placeringar
Albumet Elvis Is Back! utkom den 6 april 1960. Det debuterade den 9 maj 1960 på plats 35 på albumlistan The Billboard Top LP's i USA, som vid tiden omfattade 40 album. Den 6 juni 1960, efter fem veckor på listan, nådde det andraplatsen, där det stannade i tre icke sammanhängande veckor. Totalt låg albumet 56 veckor på listan.
På Cashbox noterades albumet första gången den 30 april 1960 på plats 40 på tidningens bästsäljarlista för monoutgåvor, som vid tiden omfattade 50 album. Den 4 juni, efter sex veckor på listan, nådde det plats 2, där det stannade i fyra veckor. Totalt låg albumet 32 veckor på listan. I Storbritannien nådde albumet första plats den 30 juli 1960 på UK Albums Chart, och det låg 27 veckor på listan.

### Senare utgåvor av albumet
RCA gav ut albumets tolv låtar på CD för första gången i oktober 1988. I maj 1999 släpptes en remastrad och utökad version av albumet på CD. Denna utgåva innehöll utöver originalalbumets tolv låtar även de sex låtar som spelats in vid samma tillfälle och släppts på singel.
I april 2005 släpptes en dubbel-CD på samlaretiketten Follow That Dream, med originalalbumet, bonusspåren och ett stort antal alternativa tagningar. I mars 2011 utkom en Legacy-utgåva av albumet på två CD:ar. Den första CD:n innehöll – liksom 1999 års CD-utgåva – originalalbumet och de sex singellåtarna, samt dessutom hitlåten "Surrender". CD 2 bestod av albumet Something for Everybody kompletterat med ytterligare hitsinglar.

### Skivomslaget
Elvis Is Back! hade på originalutgåvan ett utvikbart omslag, vars insida täcktes av bilder på Elvis tagna under armétiden. Fotografierna togs i Tyskland av en fotograf på uppdrag av Tom Parker. Eftersom omslaget trycktes i förväg, innan låtarna var inspelade, lämnades ett fält på framsidan tomt, där en klisteretikett med låttitlarna kunde fästas när uppställningen väl var fastställd.

## Mottagande
I Billboard Magazine noterade man att Elvis Presley "sjöng bättre än någonsin i den rock’n’rollstil han hade gjort berömd" och lyfte fram "Fever", "Dirty Dirty Feeling", "Soldier Boy" och "Such a Night" som albumets höjdpunkter. Man rekommenderade att skivhandlare skulle lagerhålla albumet i stora mängder, också för att det utvikbara omslaget och bilderna från hans tid i armén förväntades stärka försäljningen. I Cashbox Magazine framhölls att den stora mängd singelskivor som Elvis Presley sålt efter sin hemkomst nu förväntades följas av betydande LP-försäljning, sedan Elvis Is Back! åtnjutit en av de största förhandsbeställningarna i branschens historia. Låtar som "Fever", "Such a Night", "Soldier Boy" och "I Will Be Home Again" lyftes särskilt fram, liksom det tilltalande utvikbara skivfodralet, vilket också ansågs kunna bidra till en försäljningssuccé.
Albumet fick dock inte ett odelat positivt mottagande. I New York Times skrev musikkritikern John S. Wilson – som tidigare berömt Elvis andra album i ordningen – att Elvis snarare framstod som återhållen än som en sångare som mognat och utvecklats. Han menade att den "livfullhet som bidrog till den omedelbara spänning han en gång skapade till stor del saknas i dessa framföranden", och beskrev albumet som "slätstruket och ointressant". Han var således besviken över att Elvis hade gjort avsteg från den stil som gjort honom berömd på 1950-talet. I High Fidelity menade man att Elvis Presley uppenbart hade svårt att återfinna sin forna entusiasm, och frågade sig om han i sina första försök att bemästra nya stilar hade blivit osäker på de senaste trenderna. Inte heller i julinumret 1960 av HiFi/Stereo Magazine fick Elvis Is Back! något särskilt positivt omdöme. Musikkritikern Nat Hentoff beskrev albumet som Elvis Presleys märkligaste hittills. Han menade att Elvis, till synes osäker på musikmarknadens utveckling, prövade olika stilar, vilket gjorde skivan musikaliskt splittrad. Några av balladerna beskrev han som de sämsta Elvis hade spelat in, men framhöll att mycket av hans gamla vitalitet ändå fanns kvar – dels i de kommersiellt anpassade rockabilly-låtarna, dels när han återvände till sina afroamerikanska bluesrötter i låtar som "It Feels So Right", "Like a Baby" och "Reconsider Baby".
Elvis Is Back! har dock i efterhand rosats och fått ett mycket positivt mottagande av musikkritiker. Det gäller främst recensioner gjorda av den utökade cd-versionen från 1999 och Legacy-utgåvan 2011. Musikskribenten Shane Brown ansåg – tvärtemot den kritik som framfördes 1960 – att det faktum att Elvis Is Back! i princip omfattade alla de genrer som hade påverkat Elvis musik, i stället utgjorde albumets styrka. Han skrev att Elvis röst hade blivit djupare och mognat under hans tid borta och att albumet kanske är hans karriärs bästa. Han gav det tio av tio i betyg. Också författaren och musikjournalisten Gillian G. Gaar menade att albumet är ett av Elvis Presleys främsta. Hon ansåg att Elvis med lätthet hanterade albumets varierande musikstilar genom lysande sånginsatser. Musikkritikern Will Hermes i Rolling Stone menade likaså att om man bortser från samlingsalbum, är Elvis Is Back! måhända Elvis bästa album. Han lyfte albumets varierade material som en av dess stora förtjänster. Likaledes betraktade den amerikanske musikkritikern Gary von Tersch albumet i efterhand som ett av Elvis Presleys bästa. Han ansåg att studiomusikerna är förstklassiga, att låtmaterialet är varierat och att Elvis sångstil är sensuell och sången framförd med ett glödande djup. Musikkritikern Steve Horowitz i PopMatters ansåg att påståendet att Elvis skulle ha dött musikaliskt efter sin militärtjänstgöring eftersom han då inte längre var någon rock'n'roll-artist, är orättvist. Snarare än att ha tappat sin kraft, hade han helt enkelt blivit vuxen och följt artistens viktigaste regel: att inte stå stilla. Horowitz menade att albumet i stället var ett smakfullt exempel på Elvis Presleys konstnärliga mognad.
I AllMusic skrev den amerikanske musikkritikern och musikjournalisten Bruce Eder att i Elvis Is Back! framstår Elvis som bättre än på något tidigare RCA-album. Han berömmer framför allt albumets varierade innehåll, med rock och gospel, Elvis rika, djupa sångstil i balladerna och hans bluesframträdanden, som Eder menar är några av hans bästa – och han gav albumet betyget 4,5 av 5. Den brittiske författaren och musikskribenten Paul Simpson i The Rough Guide to Elvis gav albumet, som Elvis själv ansåg bäst uttryckte hans musikpersonlighet, fem av fem i betyg. Simpson lyfte fram Elvis känsla i balladen "The Girl of My Best Friend", det gospelinspirerade rockandet i "Make Me Know It" och den entusiasm och det självförtroende han uppvisade i bluesnumren. Simpson menade att Elvis talang var för bred och för djup för att kategoriseras i album som detta, där Elvis tog kontroll över sessionen och verkade som både sångare och producent.

## Försäljning
Elvis Is Back! nådde visserligen andraplatsen på topplistan, men den försäljningssuccé på över en halv miljon exemplar som ansvariga på RCA hade hoppats på uteblev, med en initial försäljning som var strax under 300 000. Albumet certifierades dock guld av Recording Industry Association of America (RIAA) i juli 1999, för en försäljning över 500 000 exemplar. Detta kan jämföras med soundtrackalbumet G.I. Blues, som utkom samma år och som Elvis inte själv värderade särskilt högt. Det toppade albumlistan i USA i tio veckor och låg 111 veckor på listan, samtidigt som det sålde 700 000 exemplar på bara några månader och satte ett nytt rekord för albumförsäljning. Detta berodde delvis på att filmen fungerade som reklam för albumet, medan Elvis Is Back! inte fick någon kommersiell hjälp från film- eller tv-visningar. Ingen singel släpptes heller i USA från albumet när det utkom, och de sex låtarna från sessionen som gavs ut som singlar togs inte med på albumet, vilket skilde sig från den vanliga branschpraxisen. Därför kom inga låtar från albumet att spelas på radio och ge skjuts åt försäljningen av det.

## Låtlistor
Elvis Is Back!

### 1960 originalutgåva
| 1. | Make Me Know It            | Otis Blackwell                                   | 20 mars 1960 | 2:02 |
| 2. | Fever                      | John Davenport, Eddie Cooley                     | 3 april 1960 | 3:22 |
| 3. | The Girl of My Best Friend | Beverly Ross, Sam Bobrick                        | 4 april 1960 | 2:19 |
| 4. | I Will Be Home Again       | Bennie Benjamin, Raymond Leveen, Louis C. Singer | 4 april 1960 | 2:33 |
| 5. | Dirty, Dirty Feeling       | Jerry Leiber, Mike Stoller                       | 4 april 1960 | 1:32 |
| 6. | Thrill of Your Love        | Stan Kesler                                      | 4 april 1960 | 3:00 |

| 1.           | Soldier Boy                    | David Jones, Theodore Williams, Jr. | 20 mars 1960 | 3:04  |
| 2.           | Such a Night                   | Lincoln Chase                       | 4 april 1960 | 2:58  |
| 3.           | It Feels So Right              | Fred Wise, Ben Weisman              | 21 mars 1960 | 2:08  |
| 4.           | Girl Next Door Went A' Walking | Bill Rice, Thomas Wayne             | 4 april 1960 | 2:12  |
| 5.           | Like a Baby                    | Jesse Stone                         | 3 april 1960 | 2:39  |
| 6.           | Reconsider Baby                | Lowell Fulson                       | 4 april 1960 | 3:38  |
| Total längd: | Total längd:                   | Total längd:                        | Total längd: | 31:28 |

### 1999 CD-utgåva med bonusspår
| 1.           | Spåren 1–12 är desamma som på originalutgåvan.                  |                                               |              |       |
| 13.          | Stuck on You (singel 47-7740, 23 mars 1960, #1)                 | Aaron Schroeder, S. Leslie McFarland          | 21 mars 1960 | 2:18  |
| 14.          | Fame and Fortune (singel 47-7740b, 23 mars 1960, #17)           | Fred Wise, Ben Weisman                        | 21 mars 1960 | 2:29  |
| 15.          | Are You Lonesome Tonight? (singel 47-7810, 1 november 1960, #1) | Lou Handman, Roy Turk                         | 4 april 1960 | 3:05  |
| 16.          | I Gotta Know (singel 47-7810b, 1 november 1960, #20)            | Paul Evans, Matt Williams                     | 4 april 1960 | 2:15  |
| 17.          | A Mess of Blues (singel 47-7777b, 5 juli 1960, #32)             | Doc Pomus, Mort Shuman                        | 21 mars 1960 | 2:39  |
| 18.          | It's Now or Never (singel 47-7777, 5 juli 1960, #1)             | Eduardo di Capua, Aaron Schroeder, Wally Gold | 3 april 1960 | 3:14  |
| Total längd: | Total längd:                                                    | Total längd:                                  | Total längd: | 47:28 |

### 2005 FTD-utgåva
| 1.           | Make Me Know It                             | 2:00  |
| 2.           | Fever                                       | 3:33  |
| 3.           | The Girl of My Best Friend                  | 2:23  |
| 4.           | I Will Be Home Again                        | 2:34  |
| 5.           | Dirty, Dirty Feeling                        | 1:34  |
| 6.           | Thrill of Your Love Side 2                  | 3:01  |
| 7.           | Soldier Boy                                 | 3:06  |
| 8.           | Such a Night                                | 3:00  |
| 9.           | It Feels So Right                           | 2:10  |
| 10.          | Girl Next Door Went A' Walking              | 2:14  |
| 11.          | Like a Baby                                 | 2:39  |
| 12.          | Reconsider Baby The Singles                 | 3:43  |
| 13.          | Stuck on You                                | 2:20  |
| 14.          | Fame and Fortune                            | 2:31  |
| 15.          | It's Now or Never                           | 3:16  |
| 16.          | A Mess of Blues                             | 2:41  |
| 17.          | Are You Lonesome Tonight?                   | 3:07  |
| 18.          | I Gotta Know (Including Take 1) First Takes | 2:58  |
| 19.          | Make Me Know It (Take 1)                    | 2:37  |
| 20.          | Fever (Take 1)                              | 3:49  |
| 21.          | The Girl of My Best Friend (Take 3)         | 2:36  |
| 22.          | Soldier Boy (Take 1)                        | 3:03  |
| 23.          | Such a Night (Take 1)                       | 3:14  |
| 24.          | It Feels So Right (Take 1)                  | 2:09  |
| 25.          | Stuck on You (Take 1)                       | 3:14  |
| 26.          | Fame and Fortune (Take 2)                   | 2:33  |
| 27.          | It's Now or Never (Take 1)                  | 3:29  |
| 28.          | Are You Lonesome Tonight? (Takes 1, 2)      | 3:39  |
| Total längd: | Total längd:                                | 79:13 |

| 1.           | Make Me Know It (Take 3)                                 | 2:12  |
| 2.           | Make Me Know It (Takes 9, 10, 11)                        | 2:41  |
| 3.           | Make Me Know It (Takes 17, 18)                           | 2:47  |
| 4.           | Soldier Boy (Takes 2, 3, 7)                              | 5:11  |
| 5.           | Soldier Boy (Takes 9, 10)                                | 3:39  |
| 6.           | Stuck on You (Takes 1-FS, 2)                             | 2:36  |
| 7.           | Fame and Fortune (Takes 4, 5)                            | 4:04  |
| 8.           | A Mess of Blues (Take 1)                                 | 2:56  |
| 9.           | A Mess of Blues (Takes 2, 3)                             | 2:51  |
| 10.          | It Feels So Right (Take 2)                               | 2:06  |
| 11.          | It Feels So Right (Takes 4, 3) April Session             | 2:41  |
| 12.          | Fever (Takes 2, 3)                                       | 4:00  |
| 13.          | Like a Baby (Take 1-FS/BD)                               | 2:13  |
| 14.          | Like a Baby (Take 2)                                     | 2:41  |
| 15.          | Like a Baby (Takes 3, 4)                                 | 3:56  |
| 16.          | It's Now or Never (Take 2)                               | 3:24  |
| 17.          | It's Now or Never (Takes 3, 4)                           | 3:56  |
| 18.          | The Girl of My Best Friend (Takes 2, 4, 5, 6)            | 5:15  |
| 19.          | The Girl of My Best Friend (Take 9)                      | 2:26  |
| 20.          | Dirty, Dirty Feeling (Take 1)                            | 1:41  |
| 21.          | Dirty, Dirty Feeling (Takes 2, 3-SP Last Chord From 4/M) | 1:44  |
| 22.          | Thrill of Your Love (Takes 1, 2, 1-PB)                   | 4:09  |
| 23.          | Such a Night (Takes 2, 3, 4/5-SP)                        | 3:51  |
| 24.          | Girl Next Door Went A' Walking (Takes 1, 2, 3)           | 3:42  |
| 25.          | Are You Lonesome Tonight? (Takes 4-FS, 3, WP 1/2-SP)     | 2:54  |
| Total längd: | Total längd:                                             | 79:36 |

### 2011 Legacy-utgåva
| 1.           | Make Me Know It                 | 2:03  |
| 2.           | Fever                           | 3:35  |
| 3.           | The Girl of My Best Friend      | 2:26  |
| 4.           | I Will Be Home Again            | 2:37  |
| 5.           | Dirty, Dirty Feeling            | 1:37  |
| 6.           | Thrill of Your Love             | 3:03  |
| 7.           | Soldier Boy                     | 3:07  |
| 8.           | Such a Night                    | 3:02  |
| 9.           | It Feels So Right               | 2:12  |
| 10.          | Girl Next Door Went A' Walking  | 2:16  |
| 11.          | Like a Baby                     | 2:42  |
| 12.          | Reconsider Baby The Hit Singles | 3:43  |
| 13.          | Stuck on You                    | 2:22  |
| 14.          | Fame and Fortune                | 2:34  |
| 15.          | It's Now or Never               | 3:18  |
| 16.          | A Mess of Blues                 | 2:44  |
| 17.          | Are You Lonesome Tonight?       | 3:09  |
| 18.          | I Gotta Know                    | 2:18  |
| 19.          | Surrender                       | 1:54  |
| Total längd: | Total längd:                    | 50:42 |

| 1.           | There's Always Me                             | 2:20  |
| 2.           | Give Me the Right                             | 2:37  |
| 3.           | It's a Sin                                    | 2:45  |
| 4.           | Sentimental Me                                | 2:35  |
| 5.           | Starting Today                                | 2:07  |
| 6.           | Gently                                        | 2:19  |
| 7.           | I'm Comin' Home                               | 2:25  |
| 8.           | In Your Arms                                  | 1:53  |
| 9.           | Put the Blame on Me                           | 2:00  |
| 10.          | Judy                                          | 2:14  |
| 11.          | I Want You With Me                            | 2:15  |
| 12.          | I Slipped, I Stumbled, I Fell The Hit Singles | 1:39  |
| 13.          | I Feel So Bad                                 | 2:56  |
| 14.          | (Marie's The Name) His Latest Flame           | 2:10  |
| 15.          | Little Sister                                 | 2:34  |
| 16.          | Good Luck Charm                               | 2:28  |
| 17.          | Anything That's Part of You                   | 2:05  |
| Total längd: | Total längd:                                  | 39:22 |

## Medverkande

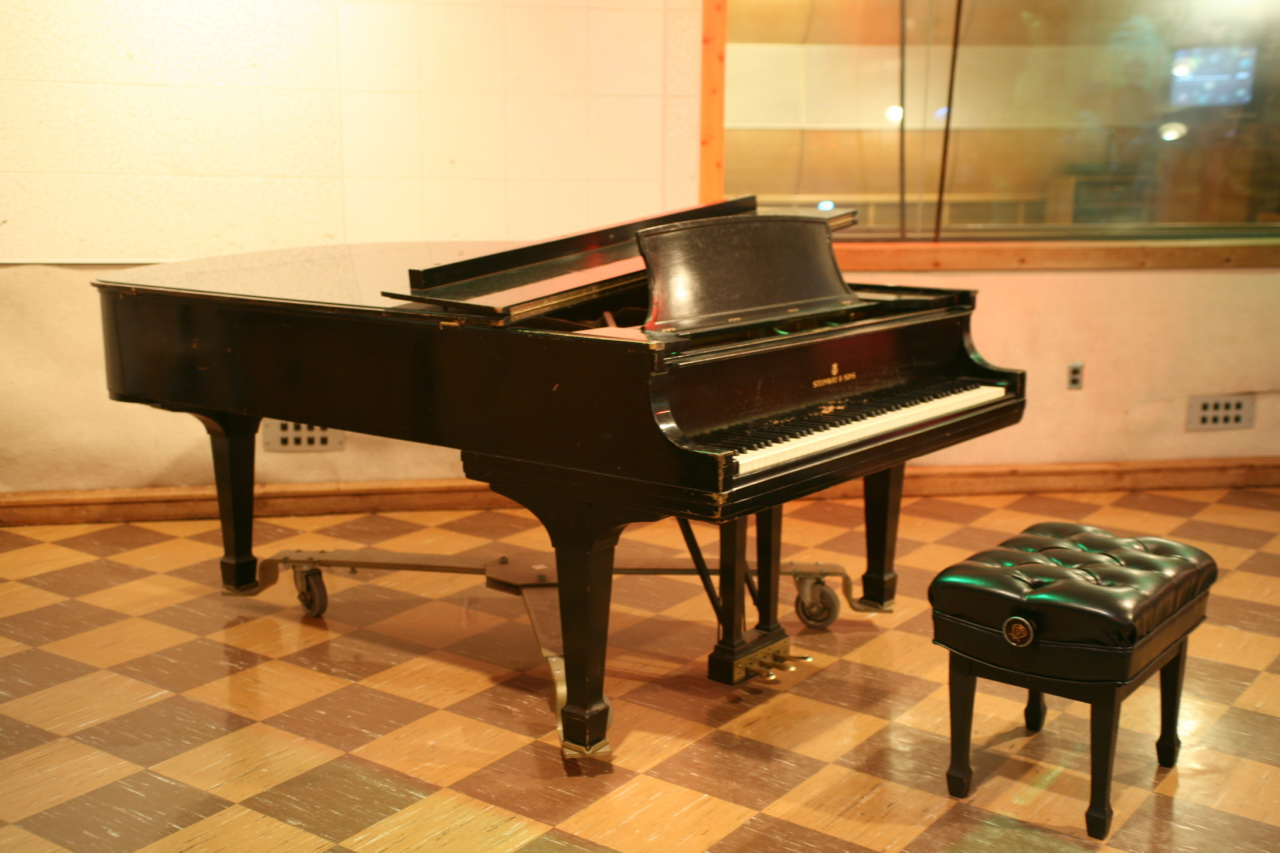
Den Steinway & Sons-flygel från 1942 som stått i RCA:s studio B sedan dess öppnande 1957 och som Floyd Cramer spelade på under inspelningssessionerna med Elvis Presley.

Uppgifterna, hämtade från Keith Flynn och Ernst Jørgensen, avser inspelningar gjorda i RCA:s studio B i Nashville, Tennessee, den 20–21 mars och 3–4 april 1960.

- Elvis Presley – sång; kompgitarr.
- Scotty Moore – sologitarr, utom på "Fever".
- Hank Garland – gitarr; elbas, utom på "Fever".
- Bob Moore – ståbas.
- D. J. Fontana – trummor, utom på "Fever".
- Murrey "Buddy" Harman – trummor; congas på "Fever".
- Floyd Cramer – flygel, utom på "Fever".
- The Jordanaires (Gordon Stoker, Neal Matthews, Hoyt Hawkins och Ray Walker) – bakgrundssång, utom på "Fever".
- Steve Sholes – producent.
- Chet Atkins – producent.
- Bill Porter – ljudtekniker.

## Certifikat

## Topplistor
|  |

|  |

|  |

|  |

| Lista (1960)                     | Högsta position |
| Storbritannien (UK Albums Chart) | 1               |
| USA Billboard Top LP's           | 2               |
| USA Cash Box Top 50 Albums       | 2               |

| Område     | Certifiering | Försäljning |
| USA (RIAA) | guld         | 500 000     |